# Eiichi Shibusawa
Eiichi Shibusawa, 1er vizconde Shibusawa (渋沢 栄一 Shibusawa Eiichi?,  Chiaraijima, Provincia de Musashi, Japón, 16 de marzo de 1840 - Fukaya, Prefectura de Saitama, Japón, 11 de noviembre de 1931) fue un magnate y empresario japonés, conocido como el "padre del capitalismo japonés". Shibusawa encabezó la introducción del capitalismo a Japón luego de la restauración Meiji. Introdujo numerosas reformas económicas, incluyendo el uso de la contabilidad con sistema de partida doble, las sociedades por acciones y los bancos.
Fundó el primer banco moderno basado en la propiedad conjunta de acciones en Japón. El banco fue nombrado como Dai Ichi Kokuritsu Ginkō (Primer Banco Nacional), actualmente fusionado con el banco Mizuho. A través de este banco, fundó cientos de otras sociedades anónimas en Japón. Muchas de estas empresas sobreviven hasta el día de hoy como compañías cotizadas en la Bolsa de Tokio, la cual fue también fundada por Shibusawa. Asimismo, la Cámara Japonesa de Comercio e Industria fue fundada por Shibusawa. También participó en la fundación de muchos hospitales, escuelas, universidades (incluyendo la primera universidad de mujeres), el Hotel Imperial en Tokio y organizaciones caritativas incluyendo la Cruz Roja de Japón.

## Biografía

### Primeros años
Shibusawa nació el 16 de marzo de 1840 en Chiaraijima (hoy en día la ciudad de Fukaya, prefectura de Saitama), en el seno de una familia de granjeros. De niño aprendió a leer y escribir de su padre, y creció ayudando en el negocio familiar como agricultor. Su familia se dedicaba a cultivar, y a la producción y venta de añil y seda. Más adelante, se dedicó a estudiar el confucianismo y la historia de Japón bajo la tutela de Junchu Odaka, un erudito que también era su primo.
Bajo la influencia de la filosofía política sonnō jōi (reverenciar al Emperador, expulsar a los bárbaros), formuló un plan junto con varios primos y amigos para tomar el castillo Takasaki e incendiar el asentamiento de extranjeros en Yokohama. Sin embargo, el plan terminó por ser cancelado y Shibusawa se trasladó a Kioto.
Shibusawa abandonó su ciudad natal a la edad de veintitrés años y entró al servicio de Hitotsubashi Yoshinobu (quien se convertiría en el decimoquinto y último shōgun). Allí, se distinguió por su trabajo en el fortalecimiento de las finanzas de la familia Hitotsubashi. Cuando tenía veintisiete años, visitó Francia y otros países europeos como miembro de la delegación del medio hermano menor de Yoshinobu, Akitake, y participó en la Exposición Universal de París de 1867. Durante este viaje, Shibusawa observó las sociedades y culturas europeas modernas por primera vez en su vida, y fue testigo de la importancia que tenía el desarrollo industrial y económico en un país.
Regresa a Japón convencido de las empresas de múltiples accionistas: aquellas que son propiedad de un amplio grupo de accionistas y no solo de familias. Se convirtió en un defensor de las instituciones occidentales en su país y promovió una sociedad libre y dinámica para reemplazar a una sociedad de clases, sin diluir la identidad japonesa.

### Carrera

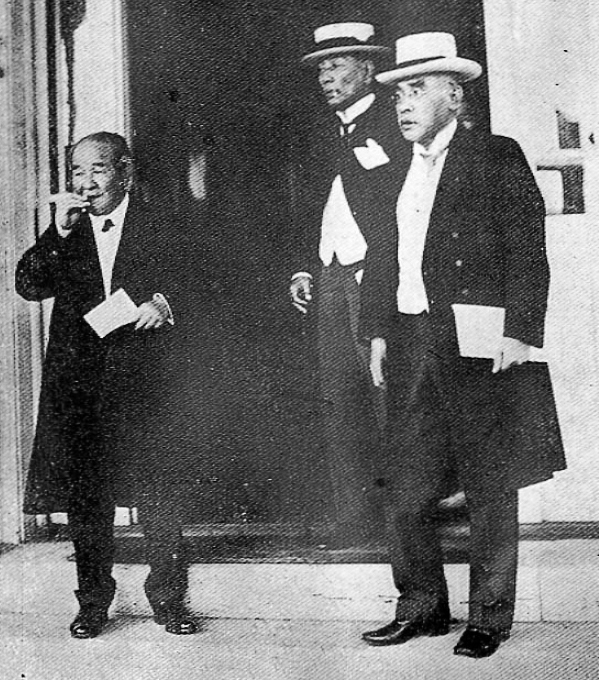
Los miembros de la Junta de Restauración de la Capital tras el Gran terremoto de Kantō. De izquierda a derecha: Shibusawa, Itō Miyoji y Katō Takaaki.

Después de regresar de Europa, Shibusawa se encontraría con la noticia del cambio de gobierno ahora conocido como la restauración Meiji. Poco después estableció el Shōhō Kaishō, una de las primeras sociedades anónimas en Japón, en la prefectura de Shizuoka. Posteriormente, fue invitado por el gobierno Meiji para convertirse en miembro del Ministerio de Finanzas, donde se convirtió en una fuerza impulsora en la construcción de un Japón moderno como jefe de la Kaisei Kakari, o en la oficina del Ministerio de Finanzas a cargo de la reforma.
En 1873, Shibusawa renunció al Ministerio de Finanzas y se convirtió en el presidente del Banco Dai-Ichi Kangyo. Éste era el primer banco moderno de Japón, establecido bajo su propia dirección mientras todavía era empleado del Ministerio de Finanzas. Con este banco como base, Shibusawa se dedicó a fundar y alentar negocios de todo tipo a lo largo del país.
A lo largo de su vida, Shibusawa fue un defensor de la idea de que la buena ética y los negocios deben estar en armonía. Se dice que el número de empresas en las que participó como fundador o partidario superó las quinientas, las cuales incluyen a Mizuho Financial Group, The 77 Bank, Tokio Marine & Nichido Fire Insurance Co., Imperial Hotel, la Bolsa de Tokio, Tokyo Gas, Toyobo, Keihan Electric Railway, Taiheiyo Cement, Oji Paper Company, Sapporo Brewery y NYK Line. Además, encabezó numerosas obras para mejorar la calidad de vida de la población y fue un entusiasta partidario de la educación, especialmente en la educación superior en el campo de los negocios. La actuales Universidad de Hitotsubashi y Universidad de Tokio Keizai fueron auspiciadas por Shibusawa. También formentó la educación superior para mujeres y escuelas privadas. Shibusawa se involucró en unos 600 proyectos relacionados con la educación, el bienestar social y otros campos similares.
Un aspecto notable de Shibusawa era que, a pesar de ser el fundador de cientos de corporaciones, se negaba a participar en el control de las mismas, evitando efectivamente formar un zaibatsu. Lo que se conoce como el Shibusawa zaibatsu era una compañía que se encargaba de cuidar la finca de su familia. Shibusawa zaibatsu no tenía ningún tipo de control en ninguna compañía fundada por el propio Shibusawa. A pesar de su humilde origen como agricultor, se le concedió el título de vizconde, mientras que todos los demás fundadores de zaibatsu fueron galardonados con el título de barón. También fue galardonado con el Shōnii, el segundo honor más importante por debajo del rango de ritsuryō, el cual generalmente se otorgaba a la alta nobleza y ministros.
También realizó esfuerzos para promover el intercambio de bienes y la buena voluntad a través de las fronteras nacionales, por medio de la diplomacia del sector privado. Numerosos invitados de ultramar visitaron la residencia de Shibusawa en Asukayama, donde hablaron con él.Habiendo vivido un tiempo de gran cambio y habiendo estado personalmente en la vanguardia del cambio de una nueva era, Shibusawa murió a la edad de 91 años el 11 de noviembre de 1931.